# Comarca de Guadix
Guadix (también llamada La Accitania o Tierra de Acci) es una comarca española situada en la parte centro-este de la provincia de Granada. Limita con las comarcas granadinas de Baza al este, Los Montes al norte, la Vega de Granada al oeste, y la Alpujarra Granadina al sur, así como con la Alpujarra Almeriense y Los Filabres-Tabernas al sureste, ya en la provincia de Almería.
Está formada por veintiséis municipios, de los cuales el más poblado y extenso es Guadix; por el contrario, el municipio con menor número de habitantes y el de menor superficie es Polícar. Su capital tradicional e histórica, que da nombre a la comarca, es la ciudad de Guadix.

## Historia

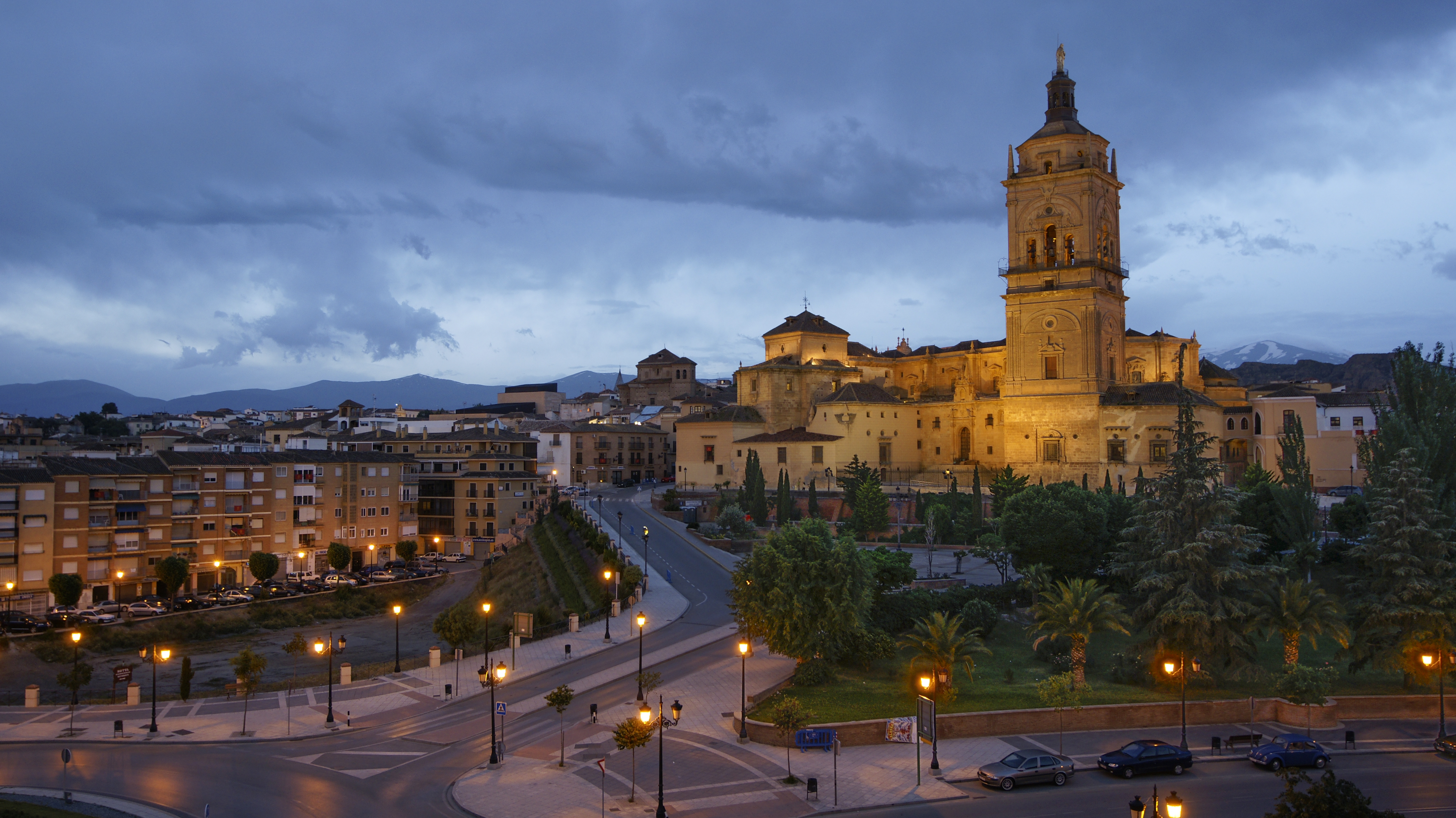
Vista de la Catedral de la Encarnación, en la ciudad de Guadix

El poblamiento humano en la zona es muy antiguo, habiéndose encontrado vestigios datados en unos 3 millones de años. Se ha constatado la presencia de grupos de cazadores-recolectores del Paleolítico, de asentamientos neolíticos, necrópolis megalíticas de la Edad del Cobre, de la cultura íbera y la romana.

## Geografía

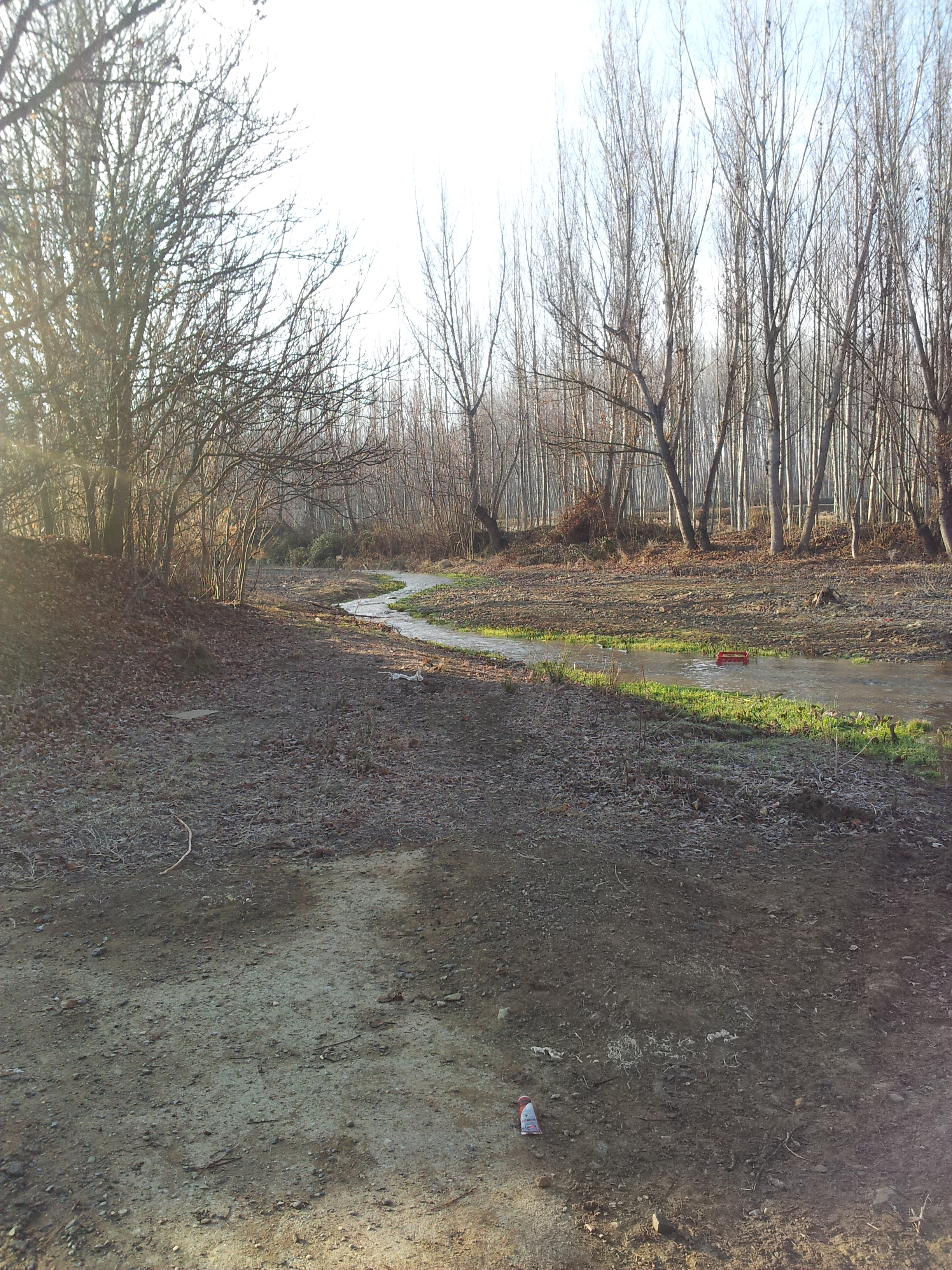
El río Alhama a su paso por el municipio de Purullena

Ocupa una superficie de 1.694 km², lo que representa el 13,4 % de la extensión total de la provincia y su territorio se extiende por la zona norte de Sierra Nevada y la Hoya de Guadix. En él se pueden distinguir cuatro subcomarcas atendiendo a rasgos geográficos: los Montes Orientales, el Marquesado del Zenete, la Meseta y Hoya de Guadix. En estas dos últimas es donde se sitúa la mayoría de la zona de regadío de la comarca (15.000 ha). La Meseta, entre los municipios de Diezma y Gor, forma la altiplanicie más elevada de Europa con una altitud media superior a los 1000 metros.[cita requerida] La Hoya, entre Alcudia de Guadix y Alicún está atravesada por los ríos Guadix y Fardes cuyos respectivos nacimientos se sitúan en Sierra Nevada y Sierra Arana respectivamente, viniendo estos a desembocar el primero en el segundo a la altura de Benalúa y este en el Guadiana Menor a la altura de Villanueva de las Torres.

### Clima
Domina la variante continental-mediterránea con cierto matiz subárido debido a la altitud de la zona y la proximidad de Sierra Nevada y la Sierra de Baza. Esto hace que las temperaturas disminuyan debido a la altura y, por otra parte, el aislamiento que le confieren las sierras no permite la afluencia de los flujos marinos del oeste y que con frecuencia las borrascas no descarguen. Se observa una temperatura media anual de 14 °C. Los inviernos son largos y fríos, con una temperatura media en enero de 6 °C y frecuentes nevadas. Por el contrario, los veranos son calurosos y secos con 25 °C de media. Las lluvias no llegan a superar los 440 mm y se concentran básicamente en primavera y otoño.

## Geología
Estudios geológicos demuestran que la Depresión de Guadix formó parte del llamado geosinclinal de Thetys, espacio oceánico que separó África de Europa en la Era Secundaria. El proceso formativo de Sierra Nevada aisló este espacio y lo elevó formándose una altiplanicie horizontal con materiales arcillosos de gran espesor que con el glaciarismo del Cuaternario sería surcada por torrentes y ríos que dieron lugar a relieves intermedios entre el valle y el llano y al malpaís tan característico de estas tierras.

## Municipios
Esta comarca está formada por los siguientes municipios:
|                      | Municipio            | Superficie   | Población (2023) | Densidad        | Pedanías |
| -------------------- | -------------------- | ------------ | ---------------- | --------------- | --- |
| Albuñán              | Albuñán              | 8,53 km²     | 419 hab.         | 49,12 hab./km²  | - |
| Aldeire              | Aldeire              | 70,07 km²    | 594 hab.         | 8,48 hab./km²   | - |
| Alquife              | Alquife              | 12,19 km²    | 581 hab.         | 47,66 hab./km²  | Minas del Marquesado, San Antonio, San Hermenegildo y Virgen de Begoña |
| Beas de Guadix       | Beas de Guadix       | 16,24 km²    | 315 hab.         | 19,4 hab./km²   | - |
| Benalúa              | Benalúa              | 8,69 km²     | 3 324 hab.       | 382,51 hab./km² | - |
| La Calahorra         | La Calahorra         | 39,45 km²    | 683 hab.         | 17,31 hab./km²  | - |
| Cogollos de Guadix   | Cogollos de Guadix   | 30,26 km²    | 658 hab.         | 21,74 hab./km²  | - |
| Cortes y Graena      | Cortes y Graena      | 22,45 km²    | 977 hab.         | 43,52 hab./km²  | Los Baños, Cortes, Graena (capital del municipio) y Lopera |
| Darro                | Darro                | 50,65 km²    | 1 658 hab.       | 32,73 hab./km²  | - |
| Diezma               | Diezma               | 42,09 km²    | 799 hab.         | 18,98 hab./km²  | Síllar Baja |
| Dólar                | Dólar                | 78,59 km²    | 624 hab.         | 7,94 hab./km²   | El Pocico |
| Ferreira             | Ferreira             | 43,58 km²    | 317 hab.         | 7,27 hab./km²   | - |
| Fonelas              | Fonelas              | 96,41 km²    | 987 hab.         | 10,24 hab./km²  | - |
| Gor                  | Gor                  | 181,03 km²   | 757 hab.         | 4,18 hab./km²   | Cenascuras, Los Corrales, Estación de Gorafe, Las Juntas, Rambla de Valdiquín, Royo del Serval y Las Viñas                                                                            |
| Gorafe               | Gorafe               | 77,05 km²    | 382 hab.         | 4,96 hab./km²   | - |
| Guadix               | Guadix               | 324,26 km²   | 18 527 hab.      | 57,14 hab./km²  | Los Balcones, Bácor, Belerda, Estación de Guadix, Hernán-Valle, Olivar (que junto a Bácor y Los Balcones forman la ELA de Bácor-Olivar, con capital en el núcleo bacareño) y Paulenca |
| Huélago              | Huélago              | 32,58 km²    | 365 hab.         | 11,2 hab./km²   | - |
| Huéneja              | Huéneja              | 116,74 km²   | 1 192 hab.       | 10,21 hab./km²  | Las Cuevas, La Estación, La Huertezuela y Los Olivos |
| Jérez del Marquesado | Jérez del Marquesado | 82,75 km²    | 983 hab.         | 11,88 hab./km²  | - |
| Lanteira             | Lanteira             | 52,78 km²    | 555 hab.         | 10,52 hab./km²  | - |
| Lugros               | Lugros               | 63,28 km²    | 305 hab.         | 4,82 hab./km²   | - |
| Marchal              | Marchal              | 7,84 km²     | 411 hab.         | 52,42 hab./km²  | - |
| La Peza              | La Peza              | 101,29 km²   | 1 128 hab.       | 11,14 hab./km²  | Las Albiñuelas y Los Villares |
| Polícar              | Polícar              | 5,38 km²     | 274 hab.         | 50,93 hab./km²  | - |
| Purullena            | Purullena            | 21,19 km²    | 2 313 hab.       | 109,16 hab./km² | El Bejarín |
| Valle del Zalabí     | Valle del Zalabí     | 108,68 km²   | 2 116 hab.       | 19,47 hab./km²  | Alcudia de Guadix (capital del municipio), Charches, Exfiliana y Rambla del Agua |
|                      | TOTAL                | 1.694,05 km² | 41 244 hab.      | 24,35 hab./km²  | |

## Comunicaciones

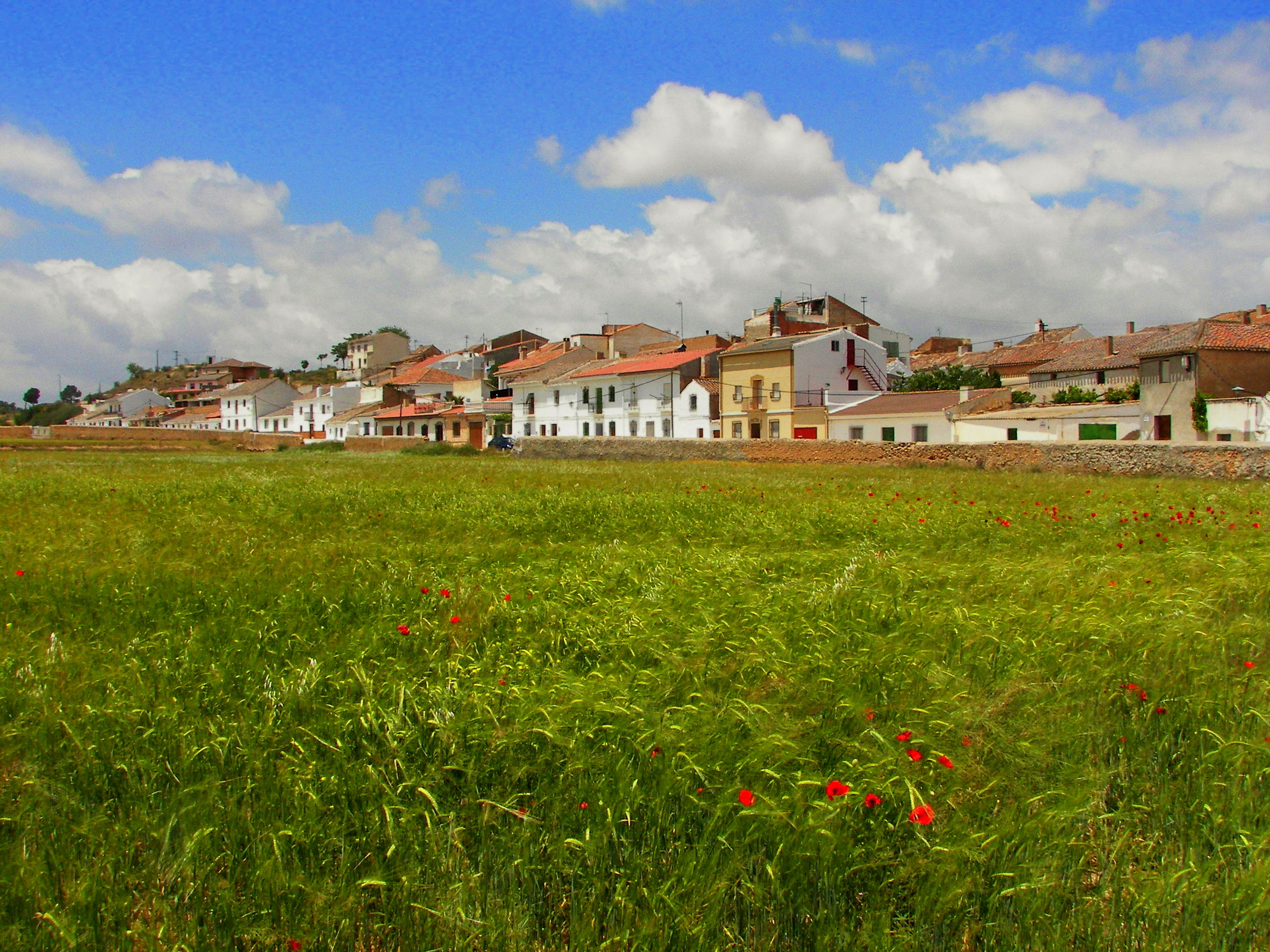
Vista de la localidad de Huélago

### Carreteras
Por la comarca accitana discurren dos autovías: la A-92, que comunica la ciudad de Granada con Almería, y la A-92N, que une Granada con Murcia y el resto del Levante.
Otras carreteras destacables son: la A-308 (Iznalloz-Darro), que se usa para ir de Almería a Jaén sin necesidad de pasar por la Vega de Granada; la A-325 (Moreda-Guadix, por Pedro Martínez); y la A-337 (Cherín-La Calahorra), conocida como la carretera del puerto de La Ragua.